# Progulka
Progulka (russisk: Прогулка, da.: Spadseretur) er en russisk spillefilm fra 2003 instrueret af Aleksej Utjitel.

## Medvirkende
- Irina Pegova som Olja
- Pavel Barsjak som Aljosja
- Jevgenij Tsyganov som Petja
- Jevgenij Grisjkovets som Seva
- Sergej Puskepalis